# East Rockaway
East Rockaway – wieś w Stanach Zjednoczonych, w stanie Nowy Jork, w hrabstwie Nassau.